# Palazzi di Palermo
Per palazzi di Palermo si intendono gli edifici pubblici e privati presenti nella città di Palermo di particolare rilievo architettonico e storico. Palermo, avendo alle spalle secoli da capitale del Regno di Sicilia, ha rappresentato a lungo un punto focale per quanto riguarda la costruzione di palazzi nobiliari e non. Essi sono alcune centinaia, spaziano cronologicamente dal periodo medievale fino ai primi decenni del XX secolo e offrono un imponente campionario di stili architettonici (arabo-normanno, gotico, rinascimentale, barocco, rococò, neoclassico, neogotico, eclettico, liberty, art deco, razionalista).

## Elenco dei palazzi di Palermo
Segue qui un ampio elenco dei palazzi storici ancora oggi visibili sul territorio comunale di Palermo. I palazzi sono divisi per sezioni tenendo presente l'anno di inizio della costruzione e ordinati per ordine alfabetico:

### XII secolo
- Palazzo Conte Federico
- Palazzo dei Normanni
- Palazzo dell'Uscibene

### XIII secolo
- Palazzo Lancia di Brolo (via San Niccolò all'Albergheria 8)
- Palazzo Mirto

### XIV secolo
- Palazzo Barlotta di San Giuseppe (via Sant'Agostino 31)
- Palazzo Chiaramonte-Steri
- Palazzo Galletti di Santa Marina (via del Celso 21)
- Palazzo Gualbes (via del Celso 31)
- Palazzo Malvagna Spedalotto (via Lungarini 29)
- Palazzo Ponza (Piazzetta Due Palme)
- Palazzo Sclafani

### XV secolo
- Palazzo Abatellis
- Palazzo Ajutamicristo
- Palazzo Alliata di Pietratagliata
- Palazzo Arcivescovile (Palermo)
- Palazzo Beccadelli (vicolo Castelnuovo)
- Palazzo Bonet
- Palazzo Diana di Cefalà (via Alloro 99)
- Palazzo Gravina di Palagonia
- Palazzo Grima Battifora
- Palazzo Marchesi (Piazza SS. Quaranta Martiri al Casalotto)
- Palazzo Michelini (via dell'Università 22)
- Palazzo Ossada (via San Basilio 25)
- Palazzo Plaja di Vatticani (Salita Sant'Antonio 19)
- Palazzo Pretorio (Palermo)
- Palazzo Ragusi (vico Ragusi 2)
- Palazzo Resuttano (Piazzetta Resuttana 4)
- Palazzo Rostagno (Piazza Marina 39)
- Palazzo Speciale Raffadali (via Giuseppe Mario Puglia 2)

### XVI secolo
- Palazzo Alliata di Villafranca
- Palazzo Arone (via Vittorio Emanuele 376)
- Palazzo Bonocore
- Palazzo Bordonaro
- Palazzo Branciforte
- Palazzo Calvello di Melia (via Alloro 12)
- Palazzo Castrone-Santa Ninfa
- Palazzo Corvino di Mezzojuso
- Palazzo del Monte di Pietà (Palermo)
- Palazzo Galletti di San Cataldo (Piazza Marina 46)
- Palazzo Gravina di Ramacca (via Maqueda 92)
- Palazzo Imperatore (via Vittorio Emanuele 484)
- Palazzo Isnello
- Palazzo La Rosa (o Pucci di San Giuliano) (Via Alloro 55-57)
- Palazzo Lionti
- Palazzo Lo Mazzarino Merlo (via Garraffello 22)
- Palazzo Lungarini (via Lungarini 60)
- Palazzo Merlo (via Merlo 20)
- Palazzo Mango di Casalgerardo (via delle Scuole 2)
- Palazzo Molinelli di Santa Rosalia (Piazza Papireto 2)
- Palazzo Montevago (via Maqueda 92)
- Palazzo Muzio di Manganelli (vicolo Muzio 12)
- Palazzo Oneto di San Lorenzo (via del Bosco 49)
- Palazzo Pilo della Torretta (via Bandiera 29)
- Palazzo Requesens (o Pantelleria-Varvaro) (Piazza Giovanni Meli 5)
- Palazzo Roccella (Via Vittorio Emanuele 145)
- Palazzo Sant'Isidoro-del Castillo
- Palazzo Scavuzzo
- Palazzo Statella di Spaccaforno (Piazza Magione)
- Palazzo Ventimiglia di Prades (Via Vittorio Emanuele 188)
- Palazzo Zingone-Trabia (via Lincoln 47)

### XVII secolo
- Caserma Calatafimi
- Palazzo Asmundo
- Palazzo Artale
- Palazzo Atanasio di Montededero
- Palazzo Balestreros (via del Bosco 20)
- Palazzo Bellaroto (via Ruggero Mastrangelo 7)
- Palazzo Benenati (via del Bosco 34)
- Palazzo Buon Pastore (via Alessandro Paternostro)
- Palazzo Castellana (Piazza delle Vergini)
- Palazzo Cattolica (via Alessandro Paternostro 48)
- Palazzo Castrofilippo (via Alloro 64)
- Palazzo Celestre (via Alloro  3)
- Palazzo Chiazzese
- Palazzo Colluzio (vico Colluzio all'Albergheria 12)
- Palazzo Damiani
- Palazzo ex Ministeri (già Reggio della Catena)
- Palazzo della Zecca (Salita dell'Intendenza 13)
- Palazzo Fatta
- Palazzo Filangieri di Cutò (via Maqueda 26)
- Palazzo Gallidoro (via Maqueda 124)
- Palazzo Gulfotta (via Alloro)
- Palazzo La Grua di Carini (via Vittorio Emanuele 462)
- Palazzo Lanza Tomasi
- Palazzo Larderia (via Vittorio Emanuele 188)
- Palazzo Lo Faso di San Gabriele (via Alloro 107)
- Palazzo Magnisi (via Fratelli Orlando 16)
- Palazzo Majorana di Leonvago (via Maqueda 393)
- Palazzo Montalbo
- Palazzo Mortillaro di Villarena (via Albergheria 61)
- Palazzo Muzio di Manganelli (vico Muzio 12)
- Palazzo Naselli Flores (via Giuseppe Garibaldi 84)
- Palazzo Patricolo (via Matteo Bonelli 10)
- Palazzo Pilo di Marineo (via Vittorio Emanuele 316)
- Palazzo Piraino (via Giuseppe Garibaldi 11)
- Palazzo Pulvirenti (Piazza Casa Professa 2)
- Palazzo Reggio di Campofiorito (Piazza Sant'Anna alla Kalsa 3)
- Palazzo Sammartino (via Lungarini 4)
- Palazzo Scordia Mazzarino (via Maqueda 383)
- Palazzo Serenario
- Palazzo Tarallo di Ferla (via delle Pergole 74)
- Palazzo Ugo delle Favare (Piazza Bologni)
- Palazzo Vanni di San Vincenzo (vicolo Marotta)
- Palazzo Vetrano (via delle Pergole 87)

### XVIII secolo
- Albergo dei Poveri (Palermo)
- Palazzo Acquaviva (via Alloro 76)
- Palazzo Amari Bajardi (via San Cristoforo 15)
- Palazzo Amari di Sant'Adriano (via Vittorio Emanuele 111)
- Palazzo Archirafi (Corso Calatafimi 967)
- Palazzo Barile di Savochetta (Corso Calatafimi 121)
- Palazzo Belmonte Riso
- Palazzo Benso della Verdura (via Montevergini 19)
- Palazzo Bissana (via Lungarini 9)
- Palazzo Bonagia
- Palazzo Brunaccini (Piazzetta Lucrezia Brunaccini 9)
- Palazzo Burgio di Villafiorita (via Garibaldi 44)
- Palazzo Butera
- Palazzo Buttino (via Sant'Agostino 18)
- Palazzo Cadello (Piazza della Vittoria 17)
- Palazzo Cammarata (via Chiavettieri 13)
- Palazzo Cannata (vicolo Cannata)
- Palazzo Cannitello (via Alloro 345)
- Palazzo Cavarretta (via Maqueda 331)
- Palazzo Celesia (via Maqueda 110)
- Palazzo Cesarò Colonna (via Vittorio Emanuele n.91)
- Palazzo Chiarandà (via Maqueda 68)
- Palazzina Cinese
- Palazzo Coglitore (via San Sebastiano 6)
- Palazzo Comitini
- Palazzo Cottone d'Altamira (Piazza San Giovanni Decollato n.9)
- Palazzo Cupane (Piazza Montevergini 2)
- Palazzo D'Antoni (via Maqueda 393
- Palazzo d'Orleans
- Palazzo Dagnino o Notarbartolo di Villarosa (Piazza Marina 51)
- Palazzo De Gregorio (via dell'Arsenale 132)
- Palazzo del barone Fatta (via Maqueda 50)
- Palazzo della Gran Guardia
- Palazzo Drago Ajroldi di Santacolomba
- Palazzo Filangieri di Amorosa (via Rosolino Pilo 36)
- Palazzo Francavilla (via Ruggero Settimo 8)
- Palazzo Galati De Spuches (via Ruggero Settimo 7)
- Palazzo Giallongo di Fiumetorto (Piazza San Nicolò)
- Palazzo Grassellini (via Maqueda 334)
- Palazzo Guccia (via Guccia)
- Palazzo Inguaggiato (via Nino Basile 1)
- Palazzo Jung
- Palazzo Maletto (via Maletto 3)
- Palazzo Merendino-Costantino (via Maqueda 215)
- Palazzo Miano (Piazza del Carmine)
- Palazzo Monroy di Pandolfina (via Alloro 50)
- Palazzo Natale di Monterosato (via Giuseppe Garibaldi 26)
- Palazzo Natoli
- Palazzo Nuccio (via Alessandro Paternostro 16)
- Palazzo Oneta di Sperlinga (via Bandiera 24)
- Palazzo Oliveri
- Palazzo Palagonia (Corso Calatafimi 633)
- Palazzo Pastore (via Paternostro)
- Palazzo Paternò di Spedalotto (via Lungarini 29)
- Palazzo Patricolo (via Matteo Bonelli 21)
- Palazzo Petrulla (via Torremuzza 6)
- Palazzo Pietraganzili (via Bandiera)
- Palazzo Prestipino Guarnera (via San Nicolò all'Albergheria 4)
- Palazzo Ramondetta Fileti (via Bara all'Olivella 63)
- Palazzo Rudinì (via Maqueda 182)
- Palazzo Sambuca
- Palazzo Sammartino (via Lungarini 4)
- Palazzo Sant'Elia
- Palazzo Santocanale (via dell'Università 30)
- Palazzo Sitano (via Vittorio Emanuele 114)
- Palazzo Starabba di Giardinelli (via Divisi 74)
- Palazzo Torremuzza (via Torremuzza 19)
- Palazzo Trabucco della Torretta
- Palazzo Trucco (via Francesco Raimondo)
- Palazzo Valguarnera-Gangi
- Palazzo Valverde (via Saladino n.25)
- Palazzo Vannucci di Balchino (via Vittorio Emanuele 187)
- Palazzo Vassallo (via Vittorio Emanuele 41)
- Palazzo Vetrano (via delle Pergole 87)

### XIX secolo
- Excelsior Palace
- Grand Hotel et des Palmes
- Hotel de France
- Palazzina Beccadelli (Piazza Principe di Camporeale 23)
- Palazzo Albano (via Cluverio 10)
- Palazzo Arezzo (Piazzetta Marchese Arezzo)
- Palazzo Benso (via Emerico Amari 65)
- Palazzo Campofranco
- Palazzo Di Chiara
- Palazzo Di Martino Pancamo (via Quintino Sella 76)
- Palazzo Faranda
- Palazzo delle Finanze (Piazza Marina-via Vittorio Emanuele)
- Palazzo Gaetani della Bastiglia (via Michele Amari 32)
- Palazzo Genuardi (via Ruggiero Settimo 73)
- Palazzo Gualtieri Avarna (via Bandiera 2)
- Palazzo Lo Bue di Lemos (via Cavour 117)
- Palazzo Matracia (via Dante 55)
- Palazzo Maurigi (via Emerico Amari n.65)
- Palazzo Pantaleo (via Ruggero Settimo 74)
- Palazzo Planeta (via Michele Amari 22)
- Palazzo Renda (via Re Federico 115)
- Palazzo Wirz all'Olivuzza (Corso Camillo Finocchiaro Aprile 235)
- Palazzo Ziino

### XX secolo
- Grand Hotel Piazza Borsa (via dei Cartari 18)
- Grattacielo Ina Assitalia
- Palazzo Agnello Briuccia (piazza Castelnuovo)
- Palazzo Ammirata (via Roma 385)
- Palazzo Chiarchiaro (via Roma 365)
- Palazzo Cirrincione (via Villareale 69)
- Palazzo Dato (via XX Settembre 36)
- Palazzo del Credito Italiano (via Roma)
- Palazzo della Banca d'Italia (via Cavour 129)
- Palazzo delle Assicurazioni Generali di Venezia (via Roma)
- Palazzo delle Ferrovie dello Stato (via Roma 19)
- Palazzo delle Poste (Palermo)
- Palazzo di Giustizia (Palermo)
- Palazzo Di Pisa (via Niccolò Garzilli 126)
- Palazzo Failla Zito (via XII Gennaio 32)
- Palazzo Giunta Scaglia
- Palazzo Jaforte (via Enrico Albanese 108)
- Palazzo Landolina di Torrebruna (via Agrigento 5)
- Palazzo Maniscalco-Basile (Corso Camillo Finocchiaro Aprile 235)
- Palazzo Moncada di Paternò
- Palazzo Napolitano (via Roma 28)
- Palazzo Olibrio (via della Libertà 86)
- Palazzo Petix (Via Enrico Albanese 94)
- Palazzo Pino Ingraiti
- Palazzo Pintacuda (via della Libertà 42)
- Palazzo Tagliavia (via Mariano Stabile 172)
- Palazzo Utveggio (via XX Settembre 62)
- Palazzo Vilardo (via Roma 64)